# 제50회 백상예술대상
제50회 백상예술대상은 2014년 5월 27일에 열린 시상식이다.

## 수상 및 후보

### 영화 대상
- 송강호 수상

### 영화 작품상
- 변호인 - 양우석 수상
- 관상 - 한재림
- 더 테러 라이브 - 김병우
- 설국열차 - 봉준호
- 소원 - 이준익

### 영화 감독상
- 설국열차 - 봉준호 수상
- 더 테러 라이브 - 김병우
- 소원 - 이준익
- 감시자들 - 조의석, 김병서
- 우리 선희 - 홍상수

### 영화 시나리오상
- 소원 - 김지혜, 조중훈 수상
- 더 테러 라이브 - 김병우
- 수상한 그녀 - 신동익, 동희선, 홍윤정
- 변호인 - 양우석, 윤현호
- 숨바꼭질 - 허정

### 영화 신인감독상
- 변호인 - 양우석 수상
- 잉투기 - 엄태화
- 전국노래자랑 - 이종필
- 롤러코스터 - 하정우
- 숨바꼭질 - 허정

### 영화 남자최우수연기상
- 소원 - 설경구 수상
- 숨바꼭질 - 손현주
- 변호인 - 송강호
- 감시자들 - 정우성
- 더 테러 라이브 - 하정우

### 영화 여자최우수연기상
- 수상한 그녀 - 심은경 수상
- 우아한 거짓말 - 김희애
- 숨바꼭질 - 문정희
- 소원 - 엄지원
- 집으로 가는 길 - 전도연

### 영화 남자조연상
- 관상 - 이정재 수상
- 변호인 - 곽도원
- 관상 - 김의성
- 관능의 법칙 - 이경영
- 용의자 - 조성하

### 영화 여자조연상
- 감시자들 - 진경 수상
- 설국열차 - 고아성
- 변호인 - 김영애
- 소원 - 라미란
- 우리 선희 - 예지원

### 영화 남자신인연기상
- 은밀하게 위대하게 - 김수현 수상
- 친구2 - 김우빈
- 화이 : 괴물을 삼킨 아이 - 여진구
- 배우는 배우다 - 이준
- 변호인 - 임시완

### 영화 여자신인연기상
- 우아한 거짓말 - 김향기 수상
- 마이 라띠마 - 박지수
- 명왕성 - 선주아
- 소원 - 이레
- 러시안 소설 - 이재혜

### 영화 남자인기상
- 은밀하게 위대하게 - 김수현 수상
- 집으로 가는 길 - 고수
- 용의자 - 공유
- 화이 : 괴물을 삼킨 아이 - 김성균
- 친구2 - 김우빈
- 화이 : 괴물을 삼킨 아이 - 김윤석
- 노브레싱 - 서인국
- 소원 - 설경구
- 명왕성 - 성준
- 변호인 - 송강호
- 화이 : 괴물을 삼킨 아이 - 여진구
- 결혼전야 - 옥택연
- 깡철이 - 유아인
- 몬스터 - 이민기
- 관상 - 이정재
- 피끓는 청춘 - 이종석
- 배우는 배우다 - 이준
- 은밀하게 위대하게 - 이현우
- 변호인 - 임시완
- 롤러코스터 - 정경호
- 감시자들 - 정우성
- 관상 - 조정석
- 캐치미 - 주원
- 수상한 그녀 - 진영
- 동창생 - T.O.P
- 더 테러 라이브 - 하정우
- 남자가 사랑할 때 - 황정민

### 영화 여자인기상
- 노브레싱 - 유리 수상
- 설국열차 - 고아성
- 고령화가족 - 공효진
- 몬스터 - 김고은
- 캐치미 - 김아중
- 관상 - 김혜수
- 피끓는 청춘 - 박보영
- 공범 - 손예진
- 수상한 그녀 - 심은경
- 관능의 법칙 - 엄정화
- 결혼전야 - 이연희
- 집으로 가는 길 - 전도연
- 감시자들 - 한효주

### TV 대상
- 전지현 수상

### TV 작품상(드라마)
- 굿 닥터 - 기민수 외 1명 수상
- 너의 목소리가 들려 - 조수원
- 밀회 - 안판석
- 별에서 온 그대 - 장태유
- 응답하라 1994 - 신원호

### TV 작품상(예능)
- 꽃보다 할배 - 나영석 수상
- 불후의 명곡 - 고민구 외 2명
- 슈퍼맨이 돌아왔다
- 진짜사나이 - 김민종 외 1명
- 히든싱어 - 조승욱

### TV 작품상(교양)
- 그것이 알고 싶다 - 남상문 외 2명 수상
- 먹거리x파일 - 김군래
- 부모vs학부모
- 빛의 물리학
- 썰전 - 김수아 외 2명

### TV 연출상
- 밀회 - 안판석 수상
- 굿 닥터 - 기민수
- 응답하라 1994 - 신원호
- 별에서 온 그대 - 장태유
- 너의 목소리가 들려 - 조수원

### TV 극본상
- 밀회 - 정성주 수상
- 상어 - 김지우
- 별에서 온 그대 - 박지은
- 응답하라 1994 - 이우정
- 따뜻한 말 한마디 - 하명희

### TV 남자최우수연기상
- 정도전 - 조재현 수상
- 별에서 온 그대 - 김수현
- 밀회 - 유아인
- 너의 목소리가 들려 - 이종석
- 굿 닥터 - 주원

### TV 여자최우수연기상
- 너의 목소리가 들려 - 이보영 수상
- 응답하라 1994 - 고아라
- 따뜻한 말 한마디 - 김지수
- 직장의 신 - 김혜수
- 별에서 온 그대 - 전지현

### TV 남자신인연기상
- 응답하라 1994 - 정우 수상
- 응답하라 1994 - 김성균
- 신의 선물 - 14일 - 차선우
- 따뜻한 말 한마디 - 박서준
- 구가의 서 - 최진혁

### TV 여자신인연기상
- 기황후 - 백진희 수상
- 은희 - 경수진
- 응답하라 1994 - 민도희
- 세 번 결혼하는 여자 - 손여은
- 따뜻한 말 한마디 - 한그루

### TV 남자예능상
- 마녀사냥 - 신동엽 수상
- 라디오스타 - 김구라
- 아빠 어디가 - 김성주
- SNL 코리아 - 유희열
- 히든싱어 - 전현무

### TV 여자예능상
- 개그콘서트 - 김영희 수상
- 개그콘서트 - 김지민
- 세바퀴 - 박미선
- 식신로드 - 박지윤
- 안녕하세요 - 이영자

### TV 남자인기상
- 별에서 온 그대 - 김수현 수상
- 상속자들 - 강민혁
- 상어 - 김남길
- 응답하라 1994 - 김성균
- 상속자들 - 김우빈
- 스캔들 - 김재원
- 신의 선물 - 14일 - 차선우
- 쓰리 데이즈 - 박유천
- 별에서 온 그대 - 박해진
- 상속자들 - 박형식
- 주군의 태양 - 소지섭
- 황금의 제국 - 손현주
- 참 좋은 시절 - 옥택연
- 밀회 - 유아인
- 응답하라 1994 - 유연석
- 상속자들 - 이민호
- 구가의 서 - 이승기
- 너의 목소리가 들려 - 이종석
- 투윅스 - 이준기
- 나인 - 이진욱
- 미래의 선택 - 정용화
- 응답하라 1994 - 정우
- 정도전 - 조재현
- 굿 닥터 - 주원
- 메디컬 탑팀 - 최민호
- 황금의 제국 - 고수
- 감격시대 : 투신의 탄생 - 김현중
- 주군의 태양 - 서인국
- 남자가 사랑할 때 - 송승헌
- 너의 목소리가 들려 - 윤상현
- 예쁜 남자 - 장근석
- 황금무지개 - 정일우
- 신의 선물 - 14일 - 조승우
- 최고다 이순신 - 조정석
- 비밀 - 지성
- 기황후 - 지창욱
- 구가의 서 - 최진혁

### TV 여자인기상
- 상속자들 - 박신혜 수상
- 못난이 주의보 - 강소라
- 응답하라 1994 - 고아라
- 여왕의 교실 - 고현정
- 주군의 태양 - 공효진
- 따뜻한 말 한마디 - 김지수
- 장옥정, 사랑에 살다 - 김태희
- 직장의 신 - 김혜수
- 사랑은 노래를 타고 - 다솜
- 응답하라 1994 - 민도희
- 굿 닥터 - 문채원
- 쓰리 데이즈 - 박하선
- 구가의 서 - 수지
- 상어 - 손예진
- 남자가 사랑할 때 - 신세경
- 총리와 나 - 윤아
- 미래의 선택 - 윤은혜
- 너의 목소리가 들려 - 이보영
- 미스코리아 - 이연희
- 별에서 온 그대 - 전지현
- 수상한 가정부 - 최지우
- 기황후 - 하지원
- 비밀 - 황정음
- 불의 여신 정이 - 문근영
- 최고다 이순신 - 아이유

### InStyle상
- 전지현 수상

### OST상
- 별에서 온 그대 - 린 'My Destiny' 수상
- 응답하라 1994 - 로이킴 '서울 이곳은'
- 응답하라 1994 - 성시경 '너에게'
- 비밀 - 에일리 '눈물이 맘을 훔쳐서'
- 상속자들 - 이창민 'Moment'